# Joeropsis paulensis
Joeropsis paulensis är en kräftdjursart som beskrevs av Vanhoeffen 1914. Joeropsis paulensis ingår i släktet Joeropsis och familjen Joeropsididae. Inga underarter finns listade i Catalogue of Life.